# Crocy
Crocy é uma comuna francesa na região administrativa da Normandia, no departamento Calvados. Estende-se por uma área de 10,13 km². Em 2010 a comuna tinha 304 habitantes (densidade: 30 hab./km²).